# Размерность Крулля
Размерность Крулля — числовая характеристика коммутативных колец, наибольшая длина цепочки вложенных друг в друга простых идеалов данного кольца. Не обязательно является конечной даже для нётеровых колец.
Размерность Крулля позволяет сформулировать чисто алгебраическое определение размерности алгебраического многообразия: размерность аффинного алгебраического многообразия, заданного идеалом {\displaystyle I} в кольце многочленов {\displaystyle R} — это размерность Крулля факторкольца {\displaystyle R/I}.

## Определение
Длина цепочки простых идеалов вида:
{\displaystyle {\mathfrak {p}}_{0}\subsetneq {\mathfrak {p}}_{1}\subsetneq \ldots \subsetneq {\mathfrak {p}}_{n}}
принимается за {\displaystyle n}, то есть считается число строгих включений, а не число идеалов. Размерность Крулля кольца {\displaystyle R} — это максимум длины по множеству всех цепочек простых идеалов {\displaystyle R}.
Для простого идеала {\displaystyle {\mathfrak {p}}} можно определить его коразмерность (также называют высотой или рангом), обозначаемую {\displaystyle \operatorname {codim} ({\mathfrak {p}})}, как максимальную длину цепочки простых идеалов вида {\displaystyle {\mathfrak {p}}_{0}\subsetneq {\mathfrak {p}}_{1}\subsetneq \ldots \subsetneq {\mathfrak {p}}_{n}\subseteq {\mathfrak {p}}}.

## Примеры
- Размерность произвольного поля равна нулю, более общо, размерность кольца многочленов k[x1, …, xn] равна n. Более того, если R — нётерово кольцо, размерность которого равна n, то размерность кольца R[x] равна n+1. Без гипотезы нётеровости размерность R[x] может находиться в пределах от n+1 до 2n+1.
- Размерность любого кольца главных идеалов равна 1.
- Целостное кольцо является полем тогда и только тогда, когда его размерность равна нулю. Дедекиндовы кольца, не являющиеся полями, имеют размерность 1.
- Нётерово кольцо является артиновым тогда и только тогда, когда его размерность равна нулю.
- Целое расширение кольца имеет ту же размерность, что и исходное кольцо.
- Размерность Крулля кольца R равна размерности его спектра как топологического пространства, то есть максимальной длине цепочки неприводимых замкнутых подмножеств.

## Размерность модуля
Если R — коммутативное кольцо и M — R-модуль, размерность Крулля M определяется как размерность Крулля факторкольца по аннулятору модуля:
{\displaystyle \operatorname {dim} _{R}M:=\operatorname {dim} (R/\operatorname {Ann} _{R}(M))}
где AnnR(M) — это ядро естественного отображения R → EndR(M) (сопоставляющего элементу кольца умножение на этот элемент).

## Высота идеала
Высота простого идеала {\displaystyle {\mathfrak {p}}} коммутативного кольца {\displaystyle R} — это супремум длин цепочек простых идеалов, содержащихся в {\displaystyle {\mathfrak {p}}}. Например, высота простого идеала, не содержащего других простых идеалов, равна 0. Размерность Крулля кольца {\displaystyle R} можно определить как супремум высоты по множеству простых идеалов.
В случае нётерова коммутативного кольца, согласно теореме Крулля, высота идеала, порождённого n элементами, не превосходит n.
Определение высоты можно распространить на произвольные идеалы, определив высоту идеала как минимум высот простых идеалов, содержащих данный идеал.